# Agdistis flavissima
Agdistis flavissima là một loài bướm đêm thuộc họ Pterophoridae. Nó được tìm thấy ở Trung Quốc (Tân Cương) và Turkmenistan.